# Навал-Академі (Меріленд)
Навал-Академі (англ. Naval Academy) — переписна місцевість (CDP) в США, в окрузі Енн-Арундел штату Меріленд. Населення — 485 осіб (2020).

## Географія
Навал-Академі розташований за координатами 38°58′58″ пн. ш. 76°28′54″ зх. д. / 38.98278° пн. ш. 76.48167° зх. д. (38.982681, -76.481582).  За даними Бюро перепису населення США в 2010 році переписна місцевість мала площу 2,24 км², з яких 1,41 км² — суходіл та 0,82 км² — водойми.

## Демографія
Згідно з переписом 2010 року, у переписній місцевості мешкали 4802 особи в 106 домогосподарствах у складі 91 родини. Густота населення становила 2146 осіб/км².  Було 136 помешкань (61/км²).
Расовий склад населення:
| - 82,5 % — білих - 5,1 % — чорних або афроамериканців - 3,8 % — азіатів - 0,5 % — корінних американців - 0,3 % — вихідців з тихоокеанських островів - 1,2 % — осіб інших рас |

До двох чи більше рас належало 6,5 %. Частка іспаномовних становила 11,3 % від усіх жителів.
За віковим діапазоном населення розподілялося таким чином: 3,2 % — особи молодші 18 років, 96,7 % — особи у віці 18—64 років, 0,1 % — особи у віці 65 років та старші. Медіана віку мешканця становила 20,9 року. На 100 осіб жіночої статі у переписній місцевості припадало 340,6 чоловіків;  на 100 жінок у віці від 18 років та старших — 358,5 чоловіків також старших 18 років.
Середній дохід на одне домашнє господарство  становив 165 840 доларів США (медіана — 158 750), а середній дохід на одну сім'ю — 175 994 долари (медіана — 170 208). Медіана доходів становила 12 473 долари для чоловіків та 12 014 долари для жінок. 
Цивільне працевлаштоване населення становило 192 особи. Основні галузі зайнятості: публічна адміністрація — 27,1 %, освіта, охорона здоров'я та соціальна допомога — 26,0 %, оптова торгівля — 16,7 %, мистецтво, розваги та відпочинок — 10,9 %.